# Cardiel de los Montes
Cardiel de los Montes – gmina w Hiszpanii, w prowincji Toledo, w Kastylii-La Mancha, o powierzchni 24,31 km². W 2011 roku gmina liczyła 390 mieszkańców.